# 松本佑太
松本 佑太（まつもと ゆうた　1997年4月21日）は、日本の自転車競技、マウンテンバイク(MTB)・クロスカントリー(XCE)選手。
2022年には悲願の全日本選手権優勝を果たし日本一に輝く。

## 経歴
神奈川県横浜市出身。
山手学院中学校・高等学校-法政大学出身。
2019年に株式会社フカヤがメインスポンサーを務め、「若者×挑戦」をコンセプトに掲げているMTBレーシングチーム「FUKAYA RACING」を立ち上げる。
自身もレース活動を行いながら、普及活動等にも力を入れて活動している。

## 主な戦績

### マウンテンバイク
2018
- 世界大学生選手権XCO 17位

2019
- 全日本マウンテンバイク選手権大会 XCE Menエリート　3位

2022
- 2022年全日本自転車競技選手権大会 MTB/XCE男子エリートクラス優勝
- UCI MTB Eliminator World cup in Leh 男子エリート10位